# Lilium ×aurelianense
Lilium × aurelianense är korsningar mellan orangelilja (L. henryi) och sargentlilja (L. sargentiae). Sorter av den här hybriden förs vanligen till gruppen kejsarliljor.